# 3159 Prokofʹev
3159 Prokofʹev este un asteroid din centura principală, descoperit pe 26 octombrie 1976, de Tamara Smirnova.